# Домасово
Домасово — село в Нерчинско-Заводском районе Забайкальского края России. Входит в состав сельского поселения «Аргунское».

## География
Село находится в восточной части района, на левом берегу реки Аргуни, вблизи государственной границы с Китаем, на расстоянии примерно 35 километров (по прямой) к северо-востоку от села Нерчинский Завод. Абсолютная высота — 471 метр над уровнем моря.
Климат
Климат характеризуется как резко континентальный, с продолжительной морозной зимой и относительно коротким тёплым летом. Средняя температура самого тёплого месяца (июля) составляет 18 — 19 °С (абсолютный максимум — 40 °С). Средняя температура самого холодного месяца (января) — −28,9 °С (абсолютный минимум — −53 °С). Годовое количество осадков — 412—420 мм.
Часовой пояс
Село Домасово находится в часовой зоне МСК+6. Смещение применяемого времени относительно UTC составляет +9:00.

## История
Основано в 1851 году. До 1917 года в селе действовали церковь, церковно-приходская школа, хлебозапасный магазин и поселковое правление. В 1930 году, в ходе коллективизации, был создан колхоз «Новая жизнь», переименованный в 1951 году в колхоз им. В. М. Молотова; с 1959 года — отделение совхоза «Аргунский».

## Население
| 2002 | 2010 | 2021 |
| ---- | ---- | ---- |
| 183  | ↘161 | ↘144 |

Половой состав
По данным Всероссийской переписи населения 2010 года в гендерной структуре населения мужчины составляли 49,1 %, женщины — соответственно 50,9 %.
Национальный состав
Согласно результатам переписи 2002 года, в национальной структуре населения русские составляли 99 % из 184 чел.

## Инфраструктура
В селе функционируют начальная школа и клуб.

## Улицы
Уличная сеть села состоит из пяти улиц: